# The Singles
The Singles, udgivet under titlen International Singles udenfor USA, er et boks-et af CD-singler udgivet af den amerikanske rapper Eminem i 2003. Det består af 10 singler, hvor hver indeholder forskellige remixes, B-sides og musikvideoer, sammen med hoved titelsangene.

## Sangliste
Disk 1 – My Name Is
1. "My Name Is" (Slim Shady Radio Edit) – 5.16
2. "My Name Is" (Explicit Version) – 4.37
3. "My Name Is" (Instrumental) – 4.37

Disk 2 – Guilty Conscience (med Dr. Dre)
1. "Guilty Conscience" (Radio Version Med Gunshots) – 3.22
2. "Guilty Conscience" (Album Version) – 3.23
3. "Guilty Conscience" (A Cappella) – 4.10
4. "My Name Is" (Musikvideo) – 5.16

Disk 3 – The Real Slim Shady
1. "The Real Slim Shady" (Album Version) – 4.08
2. "Bad Influence" (Clean Version) – 3.03
3. "The Real Slim Shady" (Instrumental) – 4.08
4. "My Fault" (Pizza Mix) – 3.36
5. "Just Don't Give A Fuck" (Musikvideo) – 4.03

Disk 4 – The Way I Am
1. "The Way I Am" (Unedited Version) – 5.35
2. "The Kids" (Unedited Version) – 5.52
3. "97' Bonnie & Clyde" – 4.26
4. "Steve Berman" (Skit) – 1.28
5. "The Way I Am" (Musikvideo) – 4.46

Disk 5 – Stan (med Dido)
1. "Stan" (Radio Edit) – 5.37
2. "Guilty Conscience" (Radio Version med Gunshots) – 7.25
3. "Hazardous Youth" (A Cappella) – 3.23
4. "Get You Mad" (med Sway, King Tech & DJ Revolution) – 3.10

Disk 6 – Medout Me
1. "Medout Me" 4.16
2. "The Way I Am" (Danny Lohner Remix) (med Marilyn Manson) – 6.47
3. "Medout Me" (A Cappella) – 3.54
4. "Medout Me" (Instrumental) – 4.16

Disk 7 – Cleanin' Out My Closet
1. "Cleanin' Out My Closet" – 3.54
2. "Stimulate" – 3.34
3. "Cleanin' Out My Closet" (Instrumental) – 3.54
4. "Cleanin' Out My Closet" (Musikvideo) – 3.54

Disk 8 – Sing for the Moment (med Joe Perry)
1. "Sing for the Moment" – 4.23
2. "Rabbit Run" – 3.52
3. "Sing for the Moment" (Instrumental) – 4.23
4. "Sing for the Moment" (Musikvideo) – 4.23

Disk 9 – Lose Yourself
1. "Lose Yourself" – 4.26
2. "Lose Yourself" (Instrumental) – 4.26
3. "Renegade" (med Jay-Z) – 4.34
4. "Lose Yourself" (Musikvideo) – 4.26
5. 8 Mile (Trailer) – 2.27

Disk 10 – Business
1. "Business" 5.16
2. "Bump Heads" (med G-Unit) – 4.36
3. "Business" (A Cappella) – 4.38
4. "Business" (Live Video) – 5.43

Disk 11 – Wanksta
1. "Wanksta" (Eminem's Version) – 3.48

## Personale
- 50 Cent – Gæsteoptræden, Hovedkunstner, vocals
- Stretch Armstrong – editing
- Mark Avery – mixing engineer, narrator
- Lloyd Banks – Gæsteoptræden, Hovedkunstner, vocals
- Jeff Bass – bass,  executive producer, guitar, keyboards, producer
- Mark Bass – engineer, executive producer, producer
- Tom Coster, Jr.  –  keyboards
- Dido – Gæsteoptræden, Hovedkunstner, vocals
- DJ Green Lantern – mixing
- DJ Head – drum programming
- DJ Revolution – Gæsteoptræden, Hovedkunstner, turntables
- Dr. Dre – Hovedkunstner
- Mike Elizondo – bass,  guitar, keyboards
- Eminem – drum programming, mixing, Hovedkunstner, producer, video director, vocals
- Theron Feemster – keyboards
- Shy Felder – background vocals
- Michelle Lynn Forbes – assistant engineer
- The 45 King & Louie – producer
- Brian Gardner – mastering
- Richard Huredia – engineer, mixing engineer
- Jay-z – Hovedkunstner, Vocals
- King Tech – executive producer, Gæsteoptræden, producer
- Steve King – drum programming, engineer, mixing, mixing engineer
- Danny Lohner – remixing
- Marilyn Manson – Gæsteoptræden, Hovedkunstner
- Jack McCrone – assistant engineer
- Mel-Man – producer
- Conesha Owens – background vocals
- Joe Perry – guitar, soloist
- Luis Resto – keyboards, producer, programming
- Alex Reverberi – assistant engineer
- Paul "Bunyan" Rosenberg – video director
- Michael Strange Jr.  – assistant engineer, engineer
- Sway – executive producer, Gæsteoptræden
- Sway & King Tech – Hovedkunstner
- Urban Kris – assistant engineer
- Barbara Wilson – background vocals
- Tony Yayo – Gæsteoptræden, Hovedkunstner, vocals

## References
1. 1 2  "Buy cds online @ smokecds.com music cd store". www.smokecds.com.
2. ↑  International Singles Arkiveret 18. oktober 2006 hos  Wayback Machine VH1.com
3. ↑  "International Singles" – via Amazon.